# Кирпи
Ки́рпи (рос. Кырпы, башк. Ҡырпы) — село у складі Калтасинського району Башкортостану, Росія. Входить до складу Тюльдинської сільської ради.
Населення — 15 осіб (2010; 21 у 2002).
Національний склад:
- марійці — 71 %
- росіяни — 29 %